# Rosalyn C. Koo
Rosalyn C. Koo fue la vicepresidenta ejecutiva de MBT Associates, una Compañía de Arquitectura que estuvo en una lista de la década de 1980 de las 500 empresas con más rápido crecimiento en Estados Unidos. Después de su retiro, Koo se volvió filántropa y activista social. Ha trabajado en organizaciones sin fines de lucro que ayudan a personas de la tercera edad, como la Autoayuda para las Personas Mayores, en California, y aquellas que ayudan a niñas de China a obtener una educación, a través de organizaciones como The 1990 Institute y All-China Women's Federation. Koo ha  recibido numerosos honores y en el 2007 fue elegida para ser parte del Salón de la Fama de la Mujer en 2007.

## Biografía
Rosalyn Chin-Ming Chen nació en 1929, en Shanghái, China. Después de completar sus estudios en la Escuela McTyeire,  Rosalyn se mudó a los Estados Unidos en 1947 y asistió al Colegio Mills. Luego decidió estudiar en la Universidad de California Berkeley  y ganó una licenciatura en Ciencias Económicas en 1953. En 1957, cuando alcanzó su residencia permanente, Chen se casó.
En 1958, Koo ingresó a la Compañía de Arquitectura llamada MBT Associates, que quedaba en el Área de la Bahía de San Francisco, la compañía fue fundada en 1954. Rosalyn fue Directora Financiera y fue la única directora de la compañía que no era arquitecta. La empresa se especializaba en edificios comerciales y en proyectos de laboratorio. En 1983, la firma estuvo en la lista de las 500 empresas con mayor crecimiento de Estados Unidos por la revista Inc. a pesar de que el sector estaba en declive para ese tiempo según el Instituto Americano de Arquitectura. La compañía tuvo varios clientes, entre ellos:  Allergan, Genentech, Merck, la Universidad de Stanford, Universidad de California San Diego, Universidad de California San Francisco, la Universidad de Virginia y la Universidad de Washington,  varios de esos proyectos fueron premiados, como el Centro Beckman de Medicina Molecular y Genética en la Universidad de Standford, el Centro Internacional Tecnológico de Genencor en Palo Alto, California y el Laboratorio "E" de la Compañía de Investigación de Chevron en Richmond, California. Después de 30 años de trabajar en MTB,  Koo se retira.
En 1978, Koo regresa a China por primera vez y entra en contacto con el antiguo director del colegio donde ella estudió. Koo estaba segura de que encontrarían inversionistas extranjeros que ayudasen al desarrollo del colegio si el director lograra convencer al Gobierno en volver el colegio una escuela exclusivamente para niñas. A mediados de 1984, la escuela fue declarada como una escuela para niñas y una asociación de alumnos extranjeros estuvieron ayudando monetariamente para fundar nuevos Laboratorios de Ciencias. Koo financió programas ofrecidos por The 1990 Institute, que ayudaban a las niñas a tener una educación, y prometió apoyar a la Escuela Primaria de 1.000 niñas. En el año 2000, Koo recorrió el Oeste de China, visitando las provincias de Gansu, Shanxi y Shaanxi. Hasta su regreso, ella y socios del instituto comenzaron un Fondo, llamado "Fondo Dragón", para ayudar a educar a las mujeres del Oeste de China. Los 3 proyectos iniciales fueron un Centro de Entrenamiento para Mujeres y Niños en Gansu, una Casa Verde en Zhang Xian, y el Programa de Becas "Spring Bud" para proveer fondos a escuelas primarias de niñas en la provincia de Shaanxi. Koo regresaba cada año a medida que las niñas progresaban y pronto extendió la beca para apoyar también a escuelas secundarias. En 2008, tras el terremoto en la provincia de Sichuan, Koo extendió su ayuda para incluir chicas de la provincia de Sichuan. Luego de que varios edificios escolares fueron destruidos, Koo se asoció con Jennifer Devlin de EHDD en San Francisco, para construir una escuela sísmicamente segura para reemplazar a las 3 que habían sido dañadas por el terremoto. Trabajando con socios locales construyeron la escuela y proporcionaron información para nuevos códigos chinos de construcción y sísmica para garantizar la seguridad. A mediados de 2012, con la visita anual de Koo, había ayudado a más de 1000 niñas en la provincia de Shaanxi y 168 de ellas habían seguido los estudios universitarios.
En 1986, se unió a la junta de un programa social en San Francisco llamado "Self Help for the Elderly" (Autoayuda para las Personas Mayores) y asistió a la organización con estrategias de planificación y financiamiento para expandir sus servicios. Inicialmente, la organización ayudaba sólo a señores de ascendencia asiática y proveía cursos de lenguajes, comida, y servicios para ayudar a sus clientes a mantener su independencia y su bienestar. En 2007, Koo fue elegida para ser parte del Salón de la Fama de Mujeres. En 2015, la organización tenía 12 centros activistas y Koo era la Presidenta de la Organización. Estuvo abogando por la construcción de un centro para 1.000 personas en la Ciudad de San Mateo, quienes se verían afectados por el cierre de sus instalaciones actuales.